# Вогориде, Николай
Николай Вогориде (молд. и рум. Николае Вогориде, Nicolae Vogoride; 1820—1863) — каймакам Молдавского княжества в 1857—1858 годах (во время Чрезвычайного административного совета), после Крымской войны. Сын Стефана Вогориде, тоже господаря Молдавии.

## Биография
Родился в 1820 году в Яссах.
Обучался в престижном Греческом православном колледже в Стамбуле.
Во время регентства Теодора Балша (декабрь 1856 — март 1857) Николай Вогориде занимал пост министра финансов. После смерти Балша, Вогориде сменил его. Проявил себя как ультра-консервативный правитель, был против союза Молдавии с Валахией и создания Дунайского княжества.
Потеряв всякое влияние, Вогориде был отстранен от должности в октябре 1858 года.
Умер 23 апреля (по другим данным 12 апреля) 1863 года в Бухаресте, был похоронен в Брэиле.
Спустя год после смерти Вогориде, его жена вышла замуж за князя Эмануэля Русполи (1837—1899).

### Семья
Был женат с 1846 года на Екатерине Коначи (1829—1870).
У них было четверо детей: сыновья Эммануэль (1847—1935) и Константин (1849—1894), дочери Мария (1851—1931) и Лючия (1855—1938).